# Sagitta (atletiekvereniging)

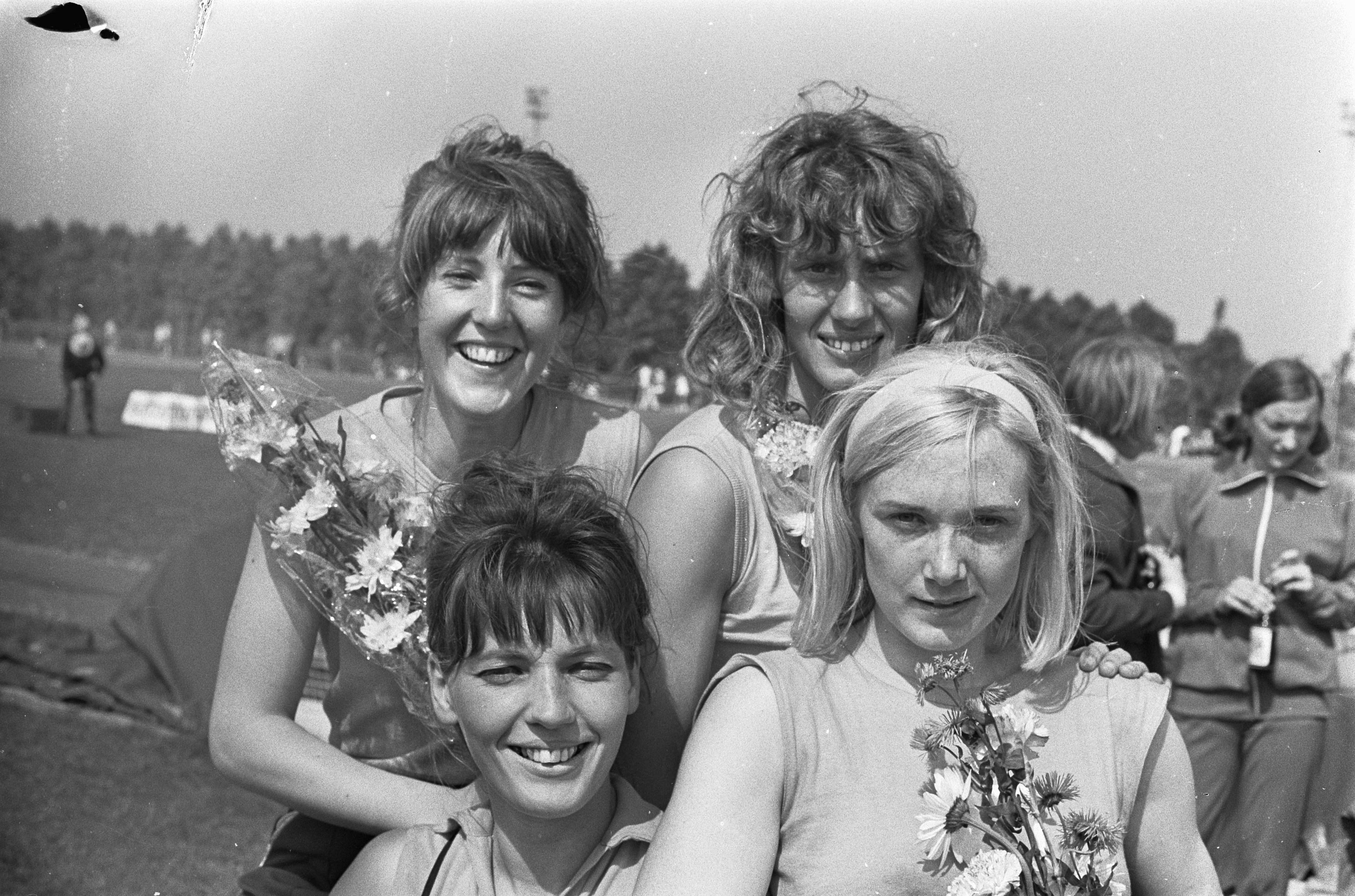
4 x 100m dames Sagitta-ploeg Hulst, Brehm, Jansen en Bakker in 1967

AV Sagitta was een atletiekvereniging in Amsterdam, die in 2000 is opgegaan in Phanos. Sagitta was gevestigd op het Olympiaplein in Amsterdam-Zuid. De clubkleuren waren oranje en blauw.
Sagitta werd in 1936 na de Olympische Spelen in Berlijn als vereniging voor dames opgericht door de atleet en trainer Jan Blankers. Een van de eerste leden was Fanny Koen, zijn latere vrouw. Blankers heeft later toegegeven de vereniging alleen maar te hebben geformeerd voor Fanny.

## Bekende oud-atleten
- Corrie Bakker
- Nel van Balen Blanken
- Fanny Blankers-Koen
- Loes Boling
- Annemieke Bouma
- Stans Brehm
- Nel Büch
- Ciska Jansen
- Gré de Jongh
- Ans Niesink
- Nel Roos-Lodder
- Hilda Slaman
- Lies Sluijters
- Tilly van der Zwaard

## Fusie
Per januari 2000 is Sagitta gefuseerd met de atletiekvereniging Blauw-Wit (opgericht in 1917) tot Phanos. De nieuwe vereniging betrok de accommodatie in het Olympisch Stadion (Amsterdam).
Het bekendste lid van Sagitta, Fanny Blankers-Koen, de weduwe van de oprichter, was tegen de fusie.